# Fourbechies
Fourbechies is een dorp in de Belgische provincie Henegouwen en een deelgemeente van de Waalse gemeente Froidchapelle.

## Geschiedenis
Fourbechies was vroeger een gehucht van Froidchapelle. In 1868 werd Fourbechies afgesplitst als zelfstandige gemeente. Bij de gemeentelijke herindeling van 1965 werd Fourbechies weer als deelgemeente bij Froidchapelle gevoegd.

## Demografische ontwikkeling
- Bronnen:NIS, Opm:1831 tot en met 1961=volkstellingen